# 파트리치삼지창잎코박쥐
파트리치삼지창잎코박쥐(Asellia patrizii)는 잎코박쥐과에 속하는 박쥐의 일종이다. 에리트레아와 에티오피아, 사우디아라비아에서 발견된다. 자연 서식지는 아열대 또는 열대 기후 지역의 건조 관목 지대와 동굴이다. 서식지 감소로 멸종 위협을 받고 있다.